# Tyrfing

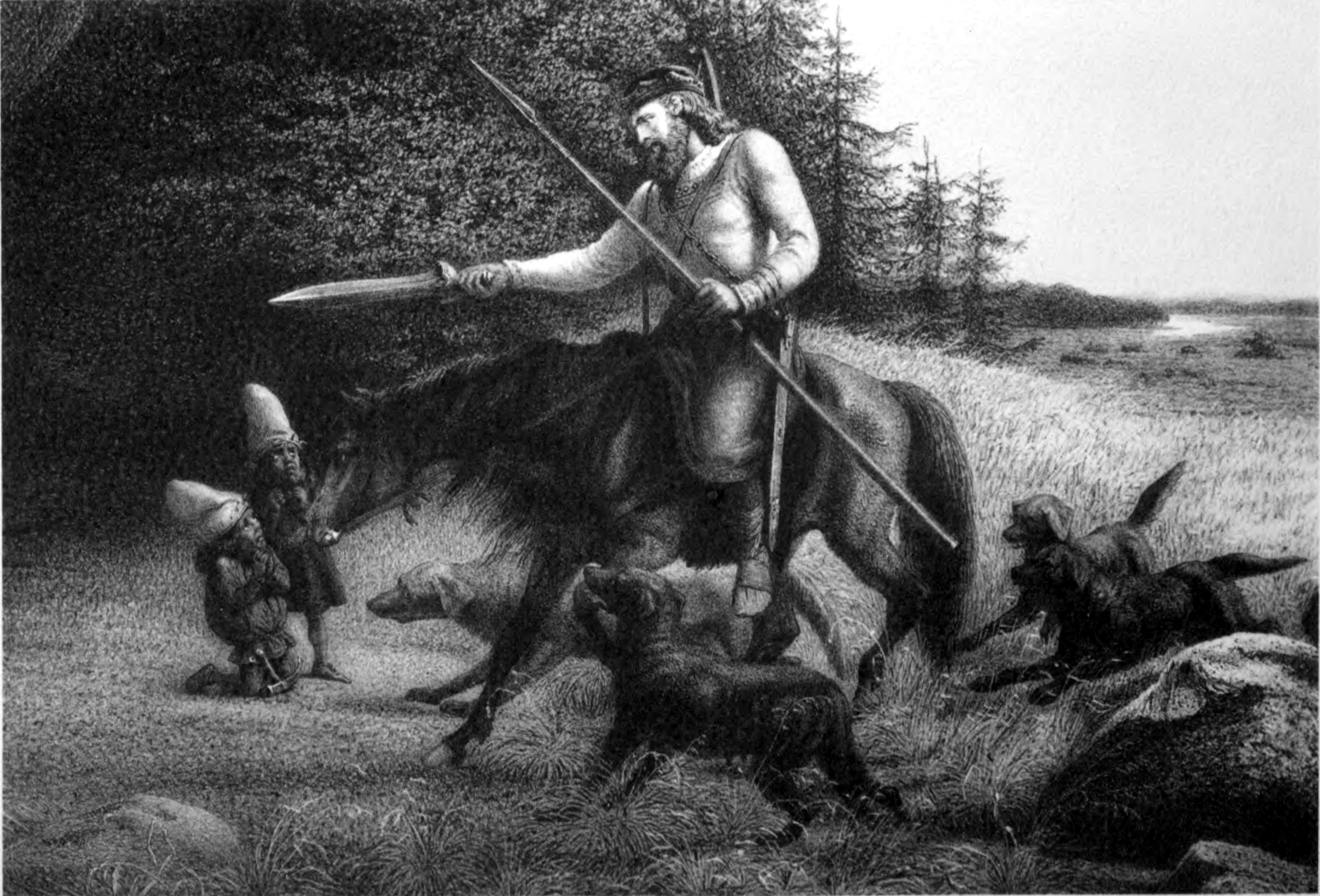
Svafrlami con la spada Tyrfing, di Lorenz Frölich

Tyrfing o Tirfing (da Týr, la divinità norrena della guerra, e fingr, il termine norreno per dito; letteralmente, il dito di Tyr) è un'importante spada magica della mitologia norrena, che appare in un poema dell'Edda poetica chiamato Hervararkviða, oltre che nella Saga di Hervör e nella saga di Oddr l'arciere. Il nome viene usato nella saga anche per definire i Goti, e la forma Tervingi è registrata in fonti romane del IV secolo.

## Mito
Svafrlami fu il re di Garðaríki, nonché nipote di Odino. Egli riuscì ad intrappolare i nani Dvalin e Durinn quando lasciarono la roccia dove abitavano. Li obbligò quindi a forgiare una spada con un'elsa d'oro che non avrebbe mai sbagliato un colpo, non sarebbe mai arrugginita ed avrebbe tagliato pietra e ferro come se fossero dei tessuti.
I nani crearono la spada, che brillava e scintillava come il fuoco. Per vendicarsi, però, la maledissero in modo che avrebbe ucciso un uomo ogni volta che sarebbe stata impugnata, e che sarebbe stata la causa di tre grandi mali. Infine la maledissero in modo che uccidesse Svafrlami stesso.
Quando Svafrlami seppe delle maledizioni tentò di uccidere Dvalin, ma il nano scomparve nella roccia e la spada la attraversò, mancando però la sua vittima.
Svafrlami fu ucciso dal berserkr Arngrim, il quale entrò in possesso della spada. Dopo Arngrim, fu usata da Angantyr e dai suoi undici fratelli. Furono tutti uccisi a Samsø dal campione svedese Hjalmar, e dal suo fratello giurato norvegese Örvar-Oddr. Hjalmar, essendo stato ferito da Tyrfing, ebbe solo il tempo di cantare la propria canzone di morte prima di soccombere, e chiese ad Orvar-Odd di portare il suo corpo a Ingeborg, figlia di re Ingjald della casata degli Ynglingar, ad Uppsala.
La figlia di Angantyr, Hervor (avuta dalla moglie Tófa) fu allevata come cameriera, non sapendo della sua discendenza. Quando lo seppe, si armò come una skjaldmö (vergine guerriera), e si recò a Munarvoe in Samsø, alla ricerca dell'arma maledetta dal nano. La trovò e sposò Hofund. Ebbero due figli, Heidrek e Angantyr. Hervor consegnò segretamente al figlio la spada Tyrfing. Mentre Angantyr e Heidrek stavano camminando, Heidrek voleva dare un'occhiata alla spada. Avendola sfoderata, la maledizione dei nani fece in modo che Heidrek uccidesse il fratello Angantyr.
Heidrek divenne re dei Goti. Durante il viaggio, Heidrek si accampò sui Carpazi (Harvaða fjöllum, cf. Legge di Grimm). Fu accompagnato da otto schiavi, e mentre Heidrek stava dormendo una notte, gli schiavi entrarono nella sua tenda, presero Tyrfing ed uccisero Heidrek. Era l'ultimo dei tre mali causati da Tyrfing. Il figlio di Heidrek, Angantyr, prese gli schiavi, li uccise e reclamò per sé la spada magica, con la maledizione che ormai era cessata.
Angantyr fu il successivo re dei Goti, ma il fratellastro illegittimo Hlod (o Hlöd, Hlöðr) voleva metà del regno. Angantýr rifiutò la richiesta, e Gizur definì Hlod un bastardo e sua madre una schiava. Hlod e 343 200 Unni invasero la terra dei Goti dando vita a un'epica battaglia. Gli Unni erano ampiamente più numerosi dei Goti, che però vinsero perché Angantyr usò Tyrfing. Egli uccise il fratello Hlod. I corpi dei numerosi guerrieri ostruirono i fiumi, causando un'alluvione che riempì le valli di uomini e cavalli morti.